# ميخائيل فين
ميخائيل فين (بالإنجليزية: Michael Finn)‏ هو سياسي أمريكي، ولد في 24 مارس 1970. حزبياً، نشط في الحزب الديمقراطي. وقد انتخب عضو مجلس نواب ماساتشوستس.